# Bagle
Pour les articles homonymes, voir Beagle (homonymie).
Bagle (aussi connu comm Beagle) est un ver informatique qui se propage par courrier électronique et peer to peer affectant les systèmes Microsoft Windows. Il se présente sous la forme d'un message intitulé « Hi » accompagné d'un fichier joint de nom aléatoire, avec extension en .EXE. Il reprend l'icône de la calculatrice Windows. Si ce fichier joint est exécuté, la véritable calculatrice apparaît pour faire diversion, mais le virus s'envoie aux adresses présentes dans le carnet Windows ainsi que divers autres fichiers, puis tente de se connecter à plusieurs sites web dont les adresses sont préprogrammées.
De nouvelles variantes du virus Bagle (découvert le 18 janvier 2004) circulent depuis le 29 octobre 2004. L'attaque a été classée « High » (3e niveau de 4) par Panda. Les pays les plus touchés sont l'Amérique centrale et du Sud ainsi que la Finlande. Ce nouveau virus porte des noms différents selon les éditeurs d'antivirus (Bagle AV, Bagle BC, BE, etc.)
Depuis 2006, Bagle se propage par P2P notamment sous forme de cracks.
Bagle utilise des techniques de rootkit pour se dissimuler et prendre le contrôle de l'ordinateur (sous forme de pilote de périphérique .sys). Bagle détruit les antivirus et pare-feux de l'ordinateur et empêche l'exécution de certains fix/outils de désinfections (erreur Win32 application non valide lors de l'exécution) et empêche leur réinstallation.
Enfin, Bagle supprime les clefs SafeBoot afin de rendre le redémarrage en Mode sans échec impossible, en effet l'ordinateur va redémarrer en boucle sans jamais arriver à se lancer.
Afin d'infecter de nouveaux ordinateurs, Bagle va alors se copier sous une multitude de noms de cracks qui seront partagés sur les programmes de P2P installés sur l'ordinateur infecté.